# 舟場町
舟場町（ふなばちょう）は、福島県福島市の町名。丁番を持たない単独町名である。郵便番号は960-8103。

## 地理
市の本庁所管にあたる中央東地域に属し、福島市中心市街地の南東部の阿武隈川左岸に位置する。東西は阿武隈川から市道舟場町山下町線にかけての約500m、南北は阿武隈川から栄町舟場町にかけての約300mの範囲を町域とする。北で北町、東で上浜町（これら二つの町との境界は豊田町とも境界をなす4町境である）、南で渡利、南西で杉妻町、西で上町と隣接する。かつては現在福島県警察本部が位置する杉妻町5番も当町の町域だった。上町に所在する福島警察署及び天神町に所在する福島消防署のそれぞれ管轄にあたる。町域中央部に当町名を関した国道4号福島南バイパス舟場町交差点があり、現在は国道13号の起点の地となっている。

## 歴史
1897年に字名変更が行われ、旧福島町時代の南裡通り三丁目と杉妻の一部、腰浜村長楽寺下の一部にあたる地域を再編して成立した。阿武隈川を挟んで対岸の渡利村との間に渡し舟があったことから町名に舟場の名が用いられた。対岸の地名も渡利字舟場である。後に松齢橋が架けられ、富岡街道（後の国道114号）の起点の地となった。1964年に住居表示が施工され現在に至る。

## 世帯数と人口
2021年（令和3年）2月28日現在の世帯数と人口は以下の通りである。
| 町丁   | 世帯数 | 人口 |
| ------ | ------ | ---- |
| 舟場町 | 54世帯 | 95人 |

## 小・中学校の学区
市立小・中学校に通う場合、学区は以下の通りとなる。
| 番地 | 小学校                 | 中学校                 |
| ---- | ---------------------- | ---------------------- |
| 全域 | 福島市立福島第一小学校 | 福島市立福島第二中学校 |

## 交通

### 鉄道
- 町域内に現在鉄道施設はない。最寄り駅はJR東北本線福島駅。

### 道路
- 国道4号福島南バイパス
  - 大仏橋
- 国道13号平和通り
- 福島県道308号山口渡利線
  - 松齢橋

### バス

#### 舟場町バス停
国道13号下り線沿い（杉妻町）に1・2番ポールが、国道4号下り線沿い（北町）に4番ポールが設置されている。当町域の名を関しているがいずれも町境となる国道の反対側に位置し、町域内には存在しない。上町に位置する国道13号上り線にもポールが設置され、南側へ向かう路線が発着していたが、大原綜合病院の移転開業を機に2018年に大原綜合病院バス停へ改名された。
福島交通1番ポール
- 福島駅東口

福島交通2番ポール
- 南沢又経由荒古屋
- 大笹生
- 長沼経由庭坂

福島交通4番ポール
- わたり病院前経由南向台団地
- 伊達・上ヶ戸経由掛田駅前
- 伊達経由保原
- 伊達経由北福島医療センター
- 伊達経由湯野
- 信夫山循環4号線先回り
- 南向台循環渡利先回り
- 宮代団地
- 日赤前・本内経由田町（伊達）
- 月の輪台団地
- 月の輪経由保原
- 月の輪経由梁川
- 月舘経由川俣
- 東部支所前経由月の輪台団地
- 桑折
- 福高経由福島駅東口
- 藤田
- 飯野町

## 施設
- 福島県庁舟場町分館
- 福島大学国際交流会館
- 朝日新聞福島支局
- 福島県青年会館
- 宝積寺
- 長楽寺
- 幸福の科学福島支部
- 金光教福島教会